# Bleda deva
Bleda deva (znanstveno ime Aeshna mixta) je vrsta raznokrilih kačjih pastirjev iz družine dev, razširjena po skoraj vsej Palearktiki razen najsevernejših delov.

## Opis
Spada med manjše predstavnike dev; odrasli dosežejo 56 do 64 mm v dolžino, zadnji krili pa merita 37 do 42 mm. Samice in mladi samci so pokriti z rumenimi pikami na temnorjavi osnovni obarvanosti, ki se pri zrelih samcih vsaj na zadku obarvajo modro. Po obarvanosti in velikosti je vrsto možno zamenjati z zgodnjim trstničarjem, od dev pa sta ji najbolj podobni višnjeva in barjanska, pri čemer je slednja občutno večja. Najzanesljiveje je bledo devo možno razločiti po znamenju v obliki črke T na zgornji strani baze zadka.

## Habitat in razširjenost
Razmnožuje se v večjih stoječih ali počasi tekočih vodnih telesih. Glavni pogoj je, da je gladina nezasenčena, sicer pa je vrsta nezahtevna in uspeva tudi v polslanih (brakičnih) in umetnih vodnih telesih. Slabše prenaša le kislo podlago. Je razmeroma pozna vrsta, odrasli običajno letajo od avgusta do pozne jeseni. Od preobrazbe do nastopa spolne zrelosti se lahko klatijo na daljše razdalje; takrat, ob začetku sezone, je možno opazovati večje gruče na krajih, kjer je veliko plena.
Bleda deva je pogost prebivalec večine Evrope razen najsevernejših predelov (Škotska, večina Skandinavije). Pojavlja se v pasu od Zahodne Evrope do Japonske, pri čemer pa je odsotna v nižavjih Srednje Azije in večjem delu Sibirije. Opaziti jo je možno tudi na skrajnem severu Afrike. Njeno območje razširjenosti se v zadnjih letih vsaj v Evropi opazno širi proti severu. V Sloveniji se odrasli pojavljajo ob skoraj vseh tipih stoječih voda, najdbe ličink pa so redkejše.